# Longitarsus repandus
Longitarsus repandus är en skalbaggsart som beskrevs av J. L. Leconte 1858. Longitarsus repandus ingår i släktet Longitarsus och familjen bladbaggar. Inga underarter finns listade i Catalogue of Life.